# روتشوو
روتشوو (به لاتین: Ročov) یک منطقهٔ مسکونی در جمهوری چک است که در ناحیه لوونی واقع شده‌است. روتشوو ۱۲٫۵۱ کیلومتر مربع مساحت و ۵۴۷ نفر جمعیت دارد و ۴۴۱ متر بالاتر از سطح دریا واقع شده‌است.